# Rudolph Bay

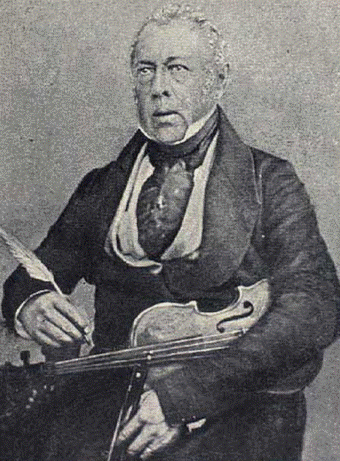
Der dänische Diplomat und Komponist Rudolph Bay (1791–1856). Unbekannter Fotograf.

David Vilhelm Rudolph Bay (* 9. Juli 1791 in Kopenhagen; † 25. Mai 1856 ebenda) war ein dänischer Komponist.

## Leben
Rudolph Bay lebte von 1813 bis 1831 als Konsulatssekretär in Algier. Danach war er Königlicher Kammermusiker und seit 1834 auch Kantor in Kopenhagen. Bay gilt als der erste Vertreter einer eigenständigen dänischen Musik.
Er komponierte ein Singspiel sowie Romanzen und Lieder, die stark von der dänischen Volksmusik geprägt sind.